# Gitanga
Gitanga è un comune del Burundi situato nella provincia di Rutana con 43.727 abitanti (censimento 2008).

## Geografia antropica

### Suddivisioni amministrative
Il comune è suddiviso in 18 colline.